# Tony Stevens

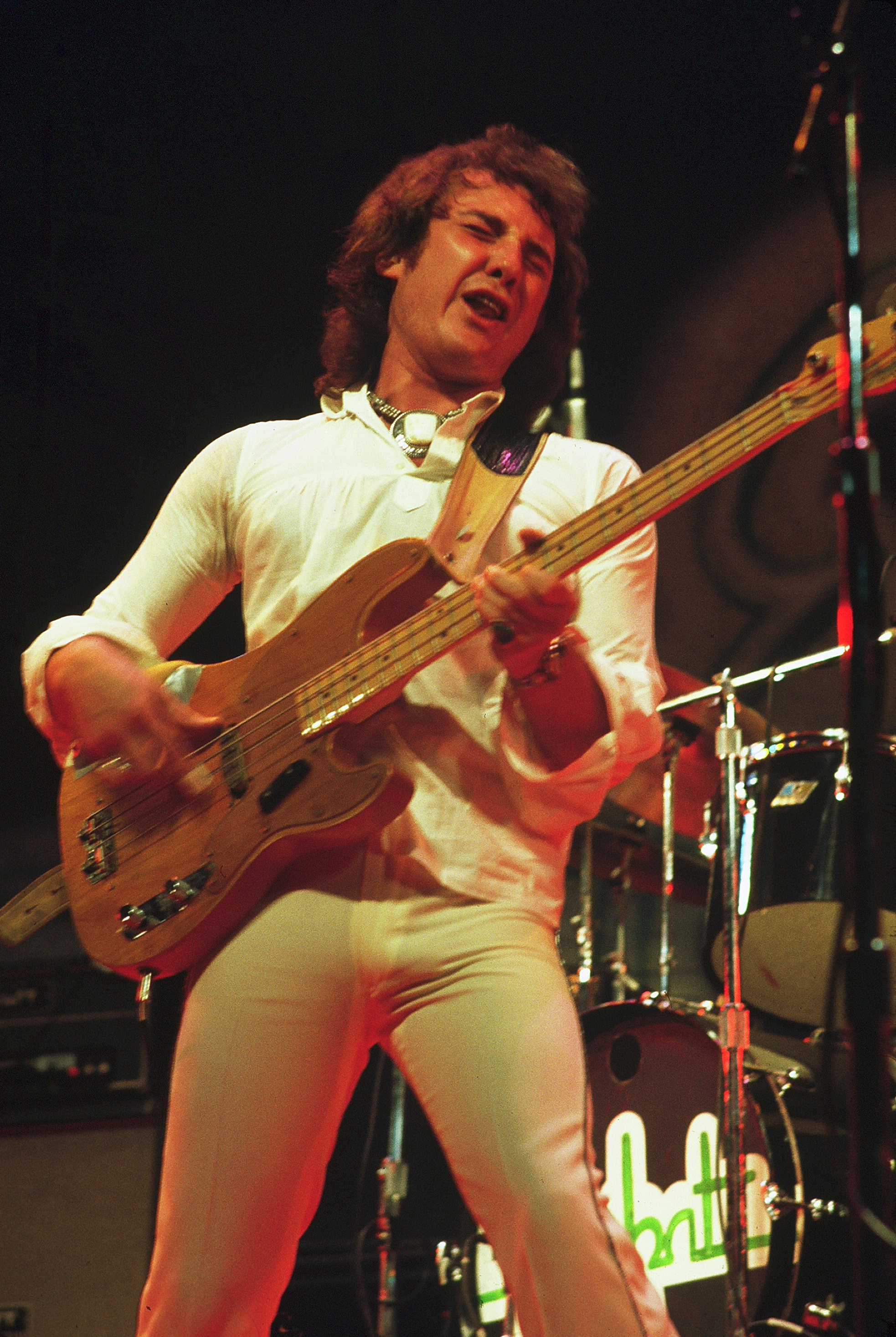
Tony Stevens v roce 1973.

Tony Stevens (* 12. září 1949, Willesden, severozápadní Londýn, Anglie; někdy také jako Tone Stevens) je anglický hudebník, který se nejvíce proslavil jako baskytarista skupin Foghat a Savoy Brown.

## Diskografie

### Savoy Brown
Blue Matter (1969)

A Step Further (1969)

Raw Sienna (1969)

Looking In (1970)

### Foghat
Foghat (1972)

Foghat (1973)

Energized (1974)

Rock & Roll Outlaws (1974)

Return of the Boogie Men (1994)

Road Cases (1998)

Family Joules (2003)